# XIX з'їзд КПРС

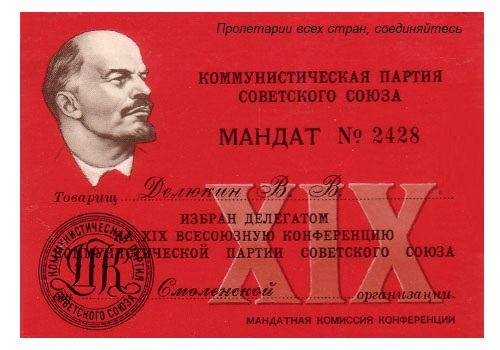
Мандат представник XIX Конгресу КПРС

Дев'ятнадцятий з'їзд Комуністичної партії Радянського Союзу — проходив у Москві з 5 жовтня по 14 жовтня 1952. Перший з'їзд після 1939 року.
На з'їзді було присутньо 1359 делегатів, з них: 1192 з вирішальним голосом і 167 з дорадчим голосом.

## Порядок денний
- 1. Звітна доповідь ЦК ВКП (б) (Г. М. Маленков).
- 2. Звітна доповідь Центральної ревізійної комісії (П. Р. Москатов).
- 3. Директиви XIX з'їзду партії про п'ятий п'ятирічний план розвитку народного господарства СРСР на 1951—1955 рр. (М. З. Сабуров).
- 4. Зміни в Статуті ВКП (б) (М. С. Хрущов).
- 5. Вибори центральних органів партії.

## Рішення
На з'їзді було вибрано:
- Центральний Комітет: 125 членів, 110 кандидатів в члени ЦК.
- Центральна ревізійна комісія: 37 членів.

## Склад керівних органів

### Члени ЦК КПРС
- Андреєв Андрій Андрійович
- Андріанов Василь Михайлович
- Арістов Оверкій Борисович
- Арутінов Григорій Артемійович
- Бабаєв Сухан Бабайович
- Багіров Мір Джафар Аббас-огли
- Байбаков Микола Костянтинович
- Бєляєв Микола Ілліч
- Бенедиктов Іван Олександрович
- Берія Лаврентій Павлович
- Бещев Борис Павлович
- Бойцов Іван Павлович
- Борков Геннадій Андрійович
- Брежнєв Леонід Ілліч
- Булганін Микола Олександрович
- Вагапов Сабір Ахмедьянович
- Ванников Борис Львович
- Василевський Олександр Михайлович
- Вишинський Андрій Януарійович
- Волков Іван Олексійович
- Воронов Геннадій Іванович
- Ворошилов Климент Єфремович
- Гафуров Бободжан Гафурович
- Горячев Федір Степанович
- Гришин Віктор Васильович
- Гришин Іван Тимофійович
- Гусєв Михайло Ілліч
- Денисов Георгій Аполінарійович
- Єгоров Олександр Миколайович
- Єфімов Олександр Павлович
- Єфремов Леонід Миколайович
- Жданов Юрій Андрійович
- Жегалін Іван Кузьмич
- Жуков Костянтин Павлович
- Засядько Олександр Федорович
- Зверєв Арсеній Григорович
- Зімянін Михайло Васильович
- Ігнатов Микола Григорович
- Ігнатьєв Семен Денисович
- Кабанов Іван Григорович
- Каганович Лазар Мойсейович
- Калнберзін Ян Едуардович
- Капітонов Іван Васильович
- Кебін Іван Густавович
- Кецховелі Захарій Миколайович
- Кідін Олександр Миколайович
- Кириченко Олексій Іларіонович
- Кисельов Віктор Іванович
- Кисельов Микола Васильович
- Ковригіна Марія Дмитрівна
- Козлов Фрол Романович
- Конєв Іван Степанович
- Корнійчук Олександр Євдокимович
- Коротченко Дем'ян Сергійович
- Корчагін Павло Миколайович
- Косигін Олексій Миколайович
- Круглов Сергій Никифорович
- Кузнецов Василь Васильович
- Кузнецов Микола Герасимович
- Кулієв Теймур Імамгулі огли
- Кутирьов Олексій Михайлович
- Куусінен Отто Вільгельмович
- Ларіонов Олексій Миколайович
- Латунов Іван Сергійович
- Лебедєв Іван Кононович
- Лук'янов Володимир Васильович
- Маленков Георгій Максиміліанович
- Малишев В'ячеслав Олександрович
- Марфін Олексій Ілліч
- Мгеладзе Акакій Іванович
- Мельник Дмитро Никанорович
- Мельников Леонід Георгійович
- Мехліс Лев Захарович
- Михайлов Микола Олександрович
- Мікоян Анастас Іванович
- Мітін Марк Борисович
- Молотов В'ячеслав Михайлович
- Москвін Василь Арсентійович
- Муратов Зіннят Ібетович
- Мухітдінов Нуритдін Акрамович
- Недосєкін Віктор Іванович
- Ніколаєв Борис Федорович
- Ніязов Амін Ірматович
- Органов Микола Миколайович
- Панкратова Ганна Михайлівна
- Патолічев Микола Семенович
- Пегов Микола Михайлович
- Первухін Михайло Георгійович
- Пономаренко Пантелеймон Кіндратович
- Поскрьобишев Олександр Миколайович
- Поспєлов Петро Миколайович
- Прасс Пилип Михайлович
- Прокоф'єв Василь Андрійович
- Пронін Василь Прохорович
- Пузанов Олександр Михайлович
- Раззаков Ісхак Раззакович
- Румянцев Олексій Матвійович
- Сабуров Максим Захарович
- Смирнов Дмитро Григорович
- Снечкус Антанас Юозович
- Соколовський Василь Данилович
- Сталін Йосип Віссаріонович
- Суслов Михайло Андрійович
- Сьомін Олексій Володимирович
- Тайбеков Єлубай Базімович
- Тевосян Іван Федорович
- Титов Павло Іванович
- Титов Федір Єгорович
- Устинов Дмитро Федорович
- Фадєєв Олександр Олександрович
- Хворостухін Олексій Іванович
- Хрунічев Михайло Васильович
- Хрущов Микита Сергійович
- Чеплаков Петро Федорович
- Чернишов Василь Юхимович
- Чесноков Дмитро Іванович
- Шаяхметов Жумабай
- Шверник Микола Михайлович
- Шелєпін Олександр Миколайович
- Шепілов Дмитро Трохимович
- Шкірятов Матвій Федорович
- Юдін Павло Федорович
- Юсупов Усман
- Яковлєв Іван Дмитрович
- Яснов Михайло Олексійович

### Кандидати у члени ЦК КПРС
- Александров Георгій Федорович
- Алексенко Геннадій Васильович
- Артем'єв Павло Артемійович
- Ахазов Тимофій Аркадійович
- Баграмян Іван Христофорович
- Бакрадзе Валеріан Мінайович
- Басистий Микола Єфремович
- Богданов Семен Ілліч
- Бондаренко Олексій Дмитрович
- Борисов Семен Захарович
- Будьонний Семен Михайлович
- Бутузов Сергій Михайлович
- Вершинін Костянтин Андрійович
- Гедвілас Мечисловас Олександрович
- Говоров Леонід Олександрович
- Гоглідзе Сергій Арсентійович
- Горбатов Олександр Васильович
- Горшенін Костянтин Петрович
- Гречко Андрій Антонович
- Григорян Ваган Григорович
- Громико Андрій Андрійович
- Даніялов Абдурахман Даніялович
- Двінський Борис Олександрович
- Дементьєв Петро Васильович
- Дигай Микола Олександрович
- Єпішев Олексій Олексійович
- Єфремов Дмитро Васильович
- Жаворонков Василь Гаврилович
- Жигарєв Павло Федорович
- Жимерін Дмитро Георгійович
- Жуков Георгій Костянтинович
- Завенягін Авраамій Павлович
- Зарубін Георгій Миколайович
- Захаров Петро Андрійович
- Захаров Семен Єгорович
- Ільїчов Леонід Федорович
- Казаков Микола Степанович
- Каїров Іван Андрійович
- Кальченко Никифор Тимофійович
- Канунніков Михайло Якович
- Кобулов Богдан Захарович
- Козлов Олексій Іванович
- Комаров Павло Тимофійович
- Корнієць Леонід Романович
- Костоусов Анатолій Іванович
- Кузнецов Федір Федотович
- Кузнецова Клавдія Степанівна
- Кулов Кубаді Дмитрович
- Кумикін Павло Миколайович
- Ладанов Петро Федорович
- Лаціс Віліс Тенісович
- Ликова Лідія Павлівна
- Ломако Петро Фадійович
- Лучинський Олександр Олександрович
- Максарьов Юрій Євгенович
- Малик Яків Олександрович
- Малінін Михайло Сергійович
- Малиновський Родіон Якович
- Мамонов Федір Антонович
- Масленников Іван Іванович
- Мельников Роман Юхимович
- Мерецков Кирило Панасович
- Меркулов Всеволод Миколайович
- Мюрісепп Олексій Олександрович
- Недєлін Митрофан Іванович
- Нікітін Петро Васильович
- Носенко Іван Сидорович
- Орлов Георгій Михайлович
- Островітянов Костянтин Васильович
- Павлов Володимир Миколайович
- Павлов Дмитро Васильович
- Палецкіс Юстас Ігнович
- Панюшкін Олександр Семенович
- Паршин Петро Іванович
- Підтиченко Марія Максимівна
- Помазнєв Михайло Трохимович
- Пономарьов Борис Миколайович
- Попов Георгій Михайлович
- Постовалов Сергій Осипович
- Пчеляков Олександр Павлович
- Райзер Давид Якович
- Румянцев Сергій Степанович
- Рябиков Василь Михайлович
- Рясний Василь Степанович
- Сердюк Зиновій Тимофійович
- Сєров Іван Олександрович
- Симонов Костянтин Михайлович
- Скулков Ігор Петрович
- Соколов Костянтин Михайлович
- Соловйов Леонід Миколайович
- Степанов Сергій Олександрович
- Степанова Євгенія Якимівна
- Столєтов Всеволод Миколайович
- Тимошенко Семен Костянтинович
- Тихомиров Сергій Михайлович
- Тока Салчак Калбакхорекович
- Туманова Зоя Петрівна
- Федоров Олександр Григорович
- Фурцева Катерина Олексіївна
- Хахалов Олександр Уладайович
- Хохлов Іван Сергійович
- Цирень Василь Федотович
- Цховребашвілі Володимир Гедеванович
- Чуйков Василь Іванович
- Чумаченко Гаврило Олексійович
- Шаталін Микола Миколайович
- Шашков Зосима Олексійович
- Школьников Олексій Михайлович
- Штеменко Сергій Матвійович
- Юдін Павло Олександрович
- Юмашев Іван Степанович

### Члени ЦРК КПРС
- Алексєєв Олексій Іванович
- Андреєв Василь Андрійович
- Бабич Василь Іванович
- Горкін Олександр Федорович
- Гришко Григорій Єлисейович
- Громов Григорій Петрович
- Громов Євген Іванович
- Губін Костянтин Олександрович
- Друзін Валерій Павлович
- Єнютін Георгій Васильович
- Закурдаєв Василь Іванович
- Зінченко Василь Омелянович
- Косяченко Григорій Петрович
- Кружков Володимир Семенович
- Кулатов Турабай
- Миронова Зоя Василівна
- Москатов Петро Георгійович
- Московський Василь Петрович
- Овезов Балиш Овезович
- Осипов Георгій Іванович
- Підгорний Микола Вікторович
- Подцероб Борис Федорович
- Прокконен Павло Степанович
- Расулов Джабар Расулович
- Рудь Герасим Якович
- Семенов Володимир Семенович
- Скворцов Микола Олександрович
- Собенін Аркадій Іванович
- Спиридонов Олексій Михайлович
- Струєв Олександр Іванович
- Суєтін Михайло Сергійович
- Сурков Олексій Олександрович
- Тарасов Михайло Петрович
- Тарасов Степан Никонович
- Твардовський Олександр Трифонович
- Третьякова Олена Іванівна
- Якубов Мір Теймур Мір Алекпер-огли